# Bierzwienna Długa-Kolonia
Bierzwienna Długa-Kolonia – wieś w Polsce położona w województwie wielkopolskim, w powiecie kolskim, w gminie Kłodawa.
| SIMC    | Nazwa    | Rodzaj    |
| ------- | -------- | --------- |
| 0286723 | Brzeziny | część wsi |
| 0286730 | Łączówka | część wsi |

W latach 1975–1998 miejscowość administracyjnie należała do województwa konińskiego.
Na granicy wsi i Kłodawy znajduje się cmentarz ewangelicki.
Wieś wraz z wsiami: Bierzwienna Długa i Bierzwienna Krótka są zwyczajowo nazywane przez mieszkańców pobliskich miejscowości Bierzwienna.